# Раптовий удар (фільм, 2000)
Раптовий удар (англ. Jill Rips) — трилер 2000 року.

## Сюжет
Звіряче вбивство високопосадового чиновника стає початком серії схожих злочинів. Метт Соренсон — брат покійного, у минулому — боксер і заслужений поліцейський, не сподіваючись на допомогу колег, вирішує вести власне розслідування. Йдучи по сліду вбивці, Метт проникає в таємний світ, що приховує всі брудні таємниці політики і бізнесу. Він відкидає офіційну версію влади і преси, яка стверджує, ніби вбивця — вулична повія. У нього є своя версія.

## У ролях
- Дольф Лундгрен — Метт Соренсон
- Даніель Бретт — Ірен
- Сенді Росс — Мері
- Чарльз Сіксас — «Великий Джим» Конвей
- Крісті Ангус — Френсіс
- Грег Еллванд — Пірс
- Сьюзан Коттман — місіс Соренсон
- Віктор Педтрченко — Джо
- Кайлі Бекс — Серена
- Річард Фіцпатрік — Едді
- Брюс МакФі — офіцер Боб
- Кетрін Альбертсон — місіс Рід
- Дейв Ніколс — коронер
- Дайан Дугласс — Кац
- Роберта Анджеліка — Кейті
- Руфус Кроуфорд — людина в барі
- Геррі Роббінс — Девід Деніелс